# Перепис населення Білорусі (2019)

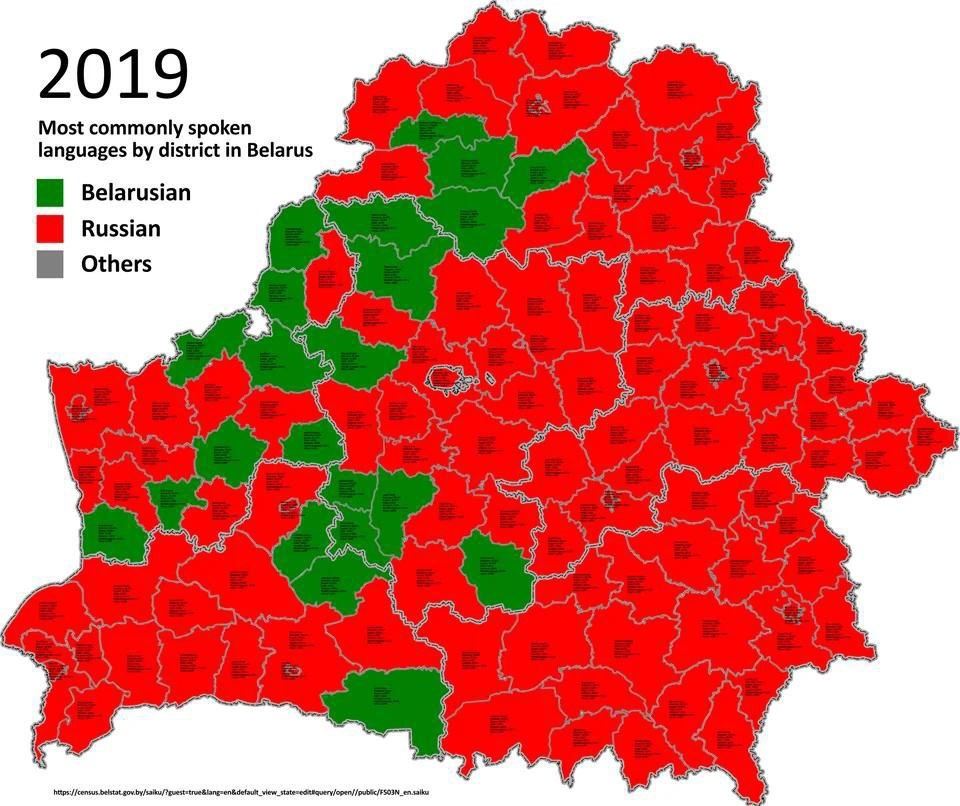
Розмовна мова населення в районах і міських радах Білорусі за переписом 2019 року.

Перепис населення Білорусі 2019 року є третім переписом населення Білорусі після розпаду Радянського Союзу. Перепис проводився протягом 4–30 жовтня 2019 року. Це перший перепис населення в країні, що мав вебсайт, на якому жителі країни могли заповнити онлайн-форму для участі.

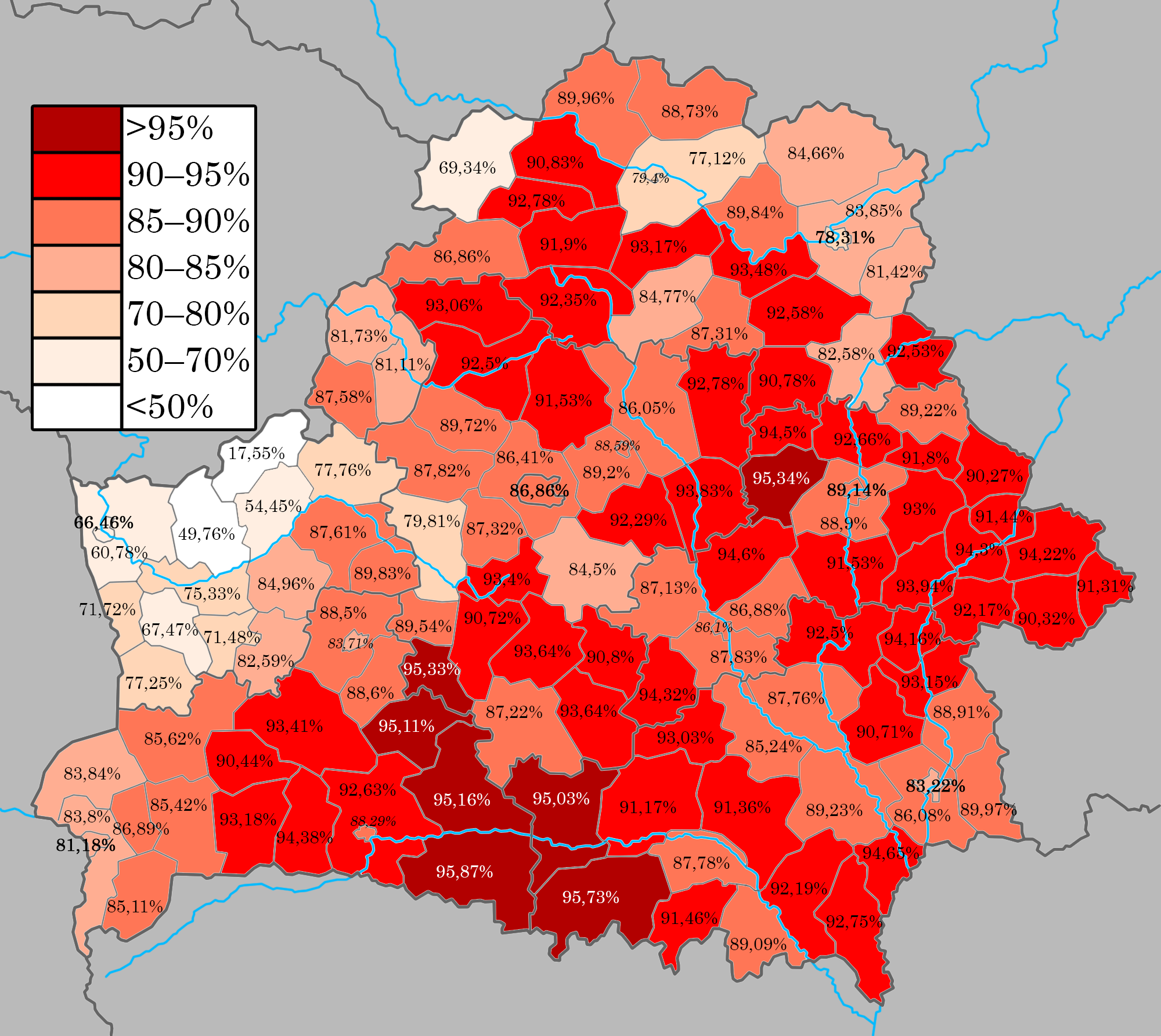
Білоруси в Білорусі (2019)
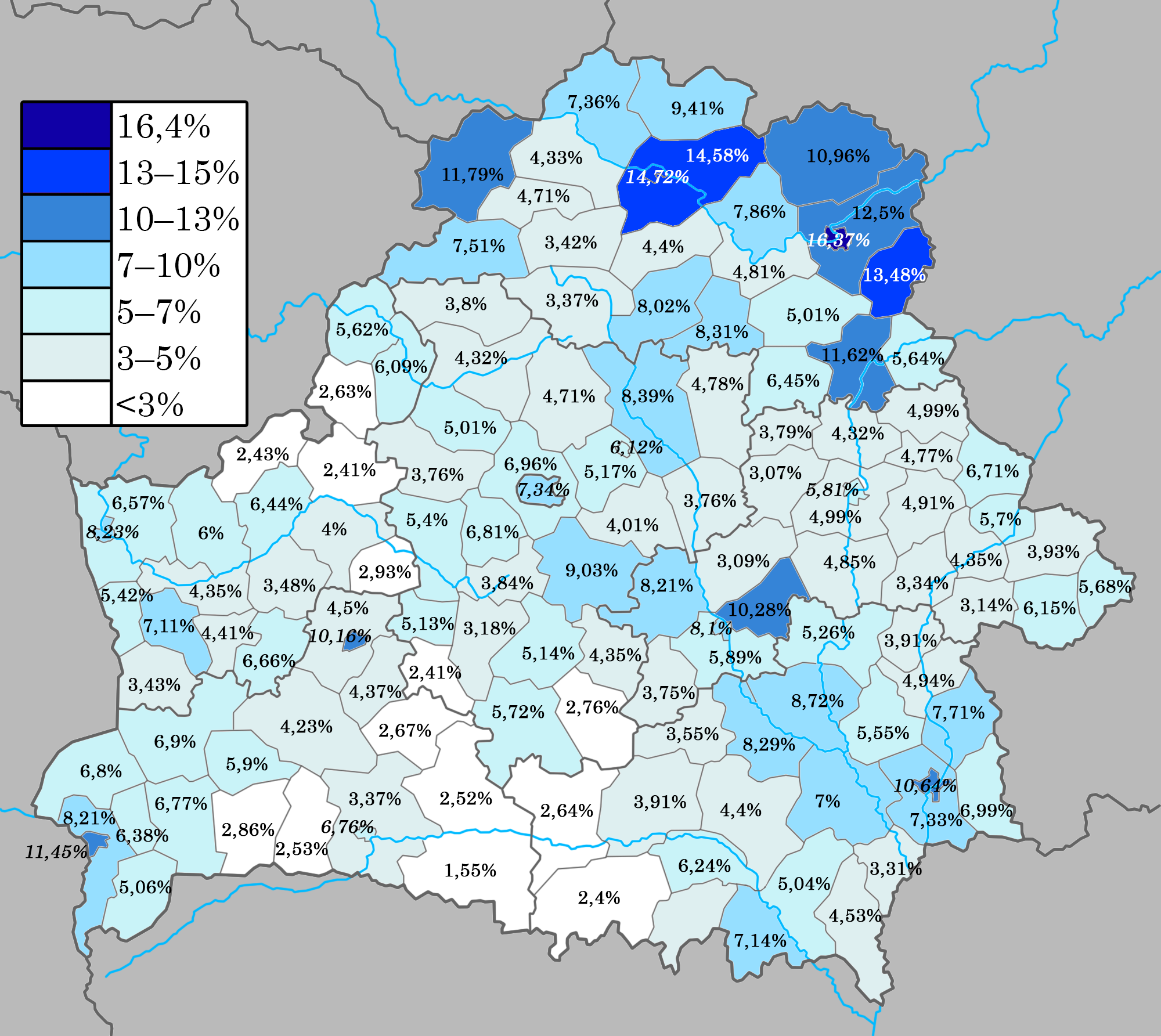
Росіяни в Білорусі (2019)
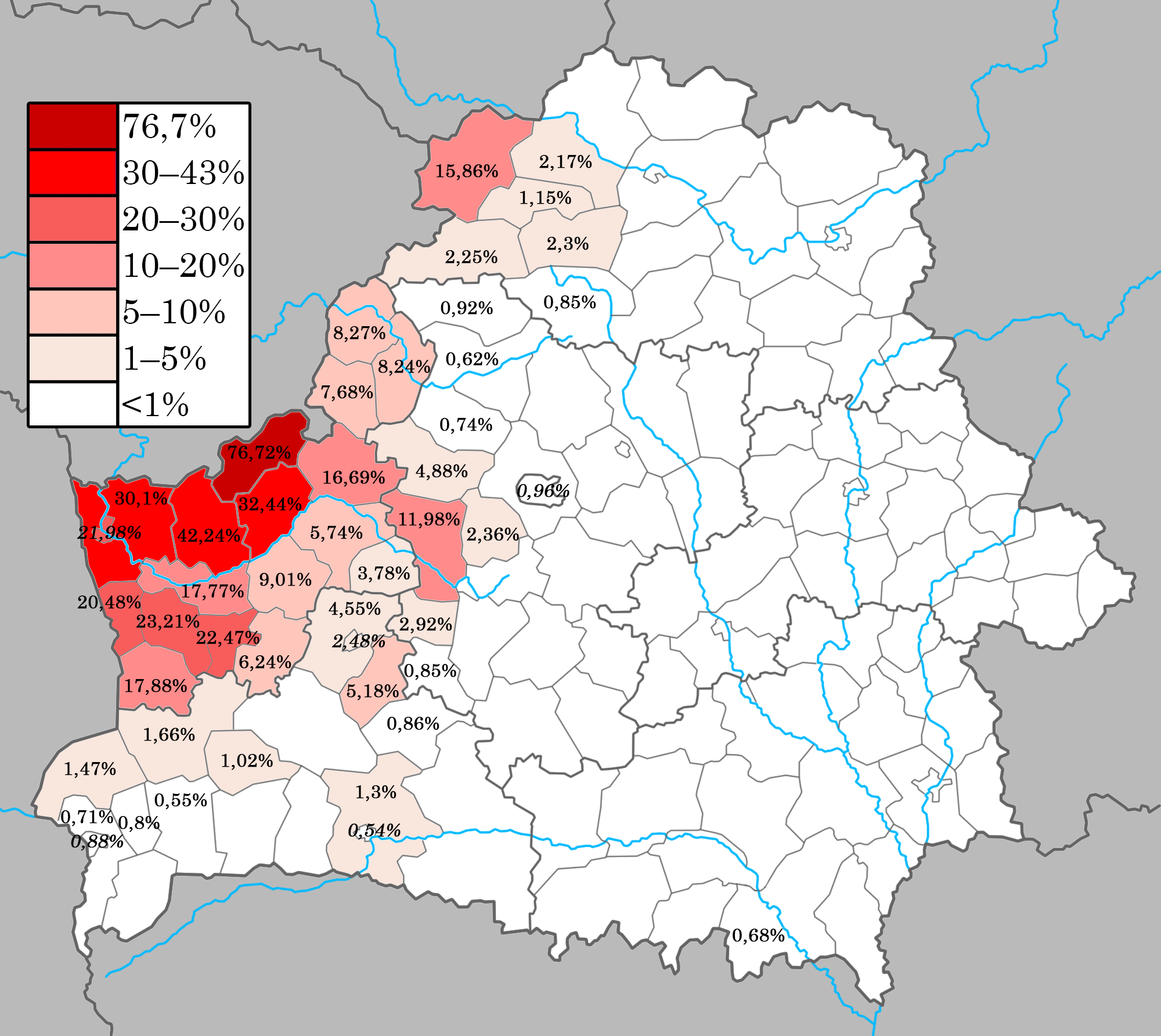
Поляки в Білорусі (2019)
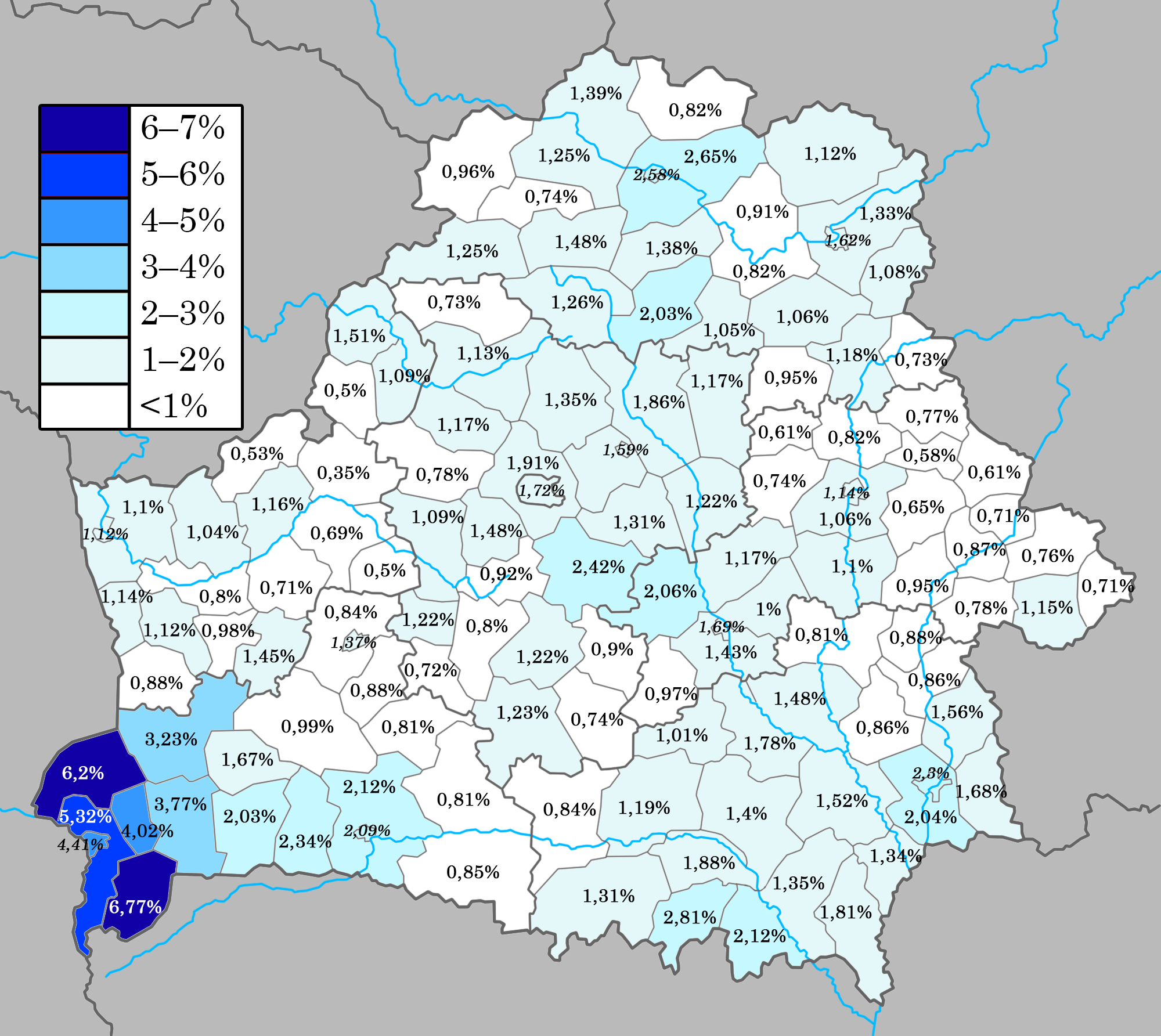
Українці в Білорусі (2019)